# Pococera adolescens
Pococera adolescens är en fjärilsart som beskrevs av Dyar 1914. Pococera adolescens ingår i släktet Pococera och familjen mott. Inga underarter finns listade i Catalogue of Life.